# Гріндавік (футбольний клуб)
«Гріндавік» (ісл. Grindavík) — ісландський футбольний клуб із однойменного міста, заснований 1932 року. Виступає у найвищому дивізіоні Ісландії. 
Попри свій статус прем'єрлігового клубу «Гріндавік» досі не здобув жодного трофея. В кінці 2006 року клуб уперше в історії вилетів до першого дивізіону, повернувшись у найвищу лігу через рік.
В сезоні 2003 року за «Гріндавік» виступав відомий англійський футболіст екс-гравець «Манчестер Юнайтед» Лі Шарп.

## Досягнення
Перший дивізіон
- Переможець (1): 2007

Кубок Ліги
- Володар кубка (1): 2000